# Nils Täpp
Nils Täpp (n. 27 octombrie 1917, Malung, Comitatul Dalarna, Suedia – d. 23 octombrie 2000, Malung, Comitatul Dalarna, Suedia) a fost un schior de fond ce a reprezentat Suedia, medaliat olimpic. A participat la 2 ediții ale Jocurilor Olimpice (1948, 1952) în care a câștigat o medalie de aur și o medalie de bronz.